# Seth Jarvis
Seth Jarvis, född 1 februari 2002 i Winnipeg i Manitoba, är en kanadensisk professionell ishockeyforward som spelar för Carolina Hurricanes i National Hockey League (NHL). Han har tidigare spelat för Chicago Wolves i American Hockey League (AHL) och Portland Winterhawks i Western Hockey League (WHL).
Jarvis draftades av Carolina Hurricanes i första rundan i 2020 års draft som 13:e spelare totalt.

## Statistik
| 2015–2016  | Winnipeg Monarchs       |            | 29  | 48 | 21 | 69  | 12 | 9 | 12 | 7 | 19 | 4 |
| 2016–2017  | Rink Hockey Academy U15 | CSSHL      | 30  | 42 | 24 | 66  | 20 | 3 | 3  | 2 | 5  | 2 |
|            | Rink Hockey Academy U18 | CSSHL      | 6   | 2  | 0  | 2   | 8  | — | —  | — | —  | — |
| 2017–2018  | Rink Hockey Academy U18 | CSSHL      | 32  | 32 | 28 | 60  | 16 | 5 | 3  | 2 | 5  | 2 |
|            | Portland Winterhawks    | WHL        | 11  | 0  | 2  | 2   | 0  | — | —  | — | —  | — |
| 2018–2019  | Portland Winterhawks    | WHL        | 61  | 16 | 23 | 39  | 19 | 5 | 0  | 3 | 3  | 4 |
| 2019–2020  | Portland Winterhawks    | WHL        | 58  | 42 | 56 | 98  | 24 | — | —  | — | —  | — |
| 2020–2021  | Chicago Wolves          | AHL        | 9   | 7  | 4  | 11  | 4  | — | —  | — | —  | — |
|            | Portland Winterhawks    | WHL        | 24  | 15 | 12 | 27  | 15 | — | —  | — | —  | — |
| 2021–2022  | Carolina Hurricanes     | NHL        | 1   | 0  | 1  | 1   | 0  | — | —  | — | —  | — |
| NHL totalt | NHL totalt              | NHL totalt | 1   | 0  | 1  | 1   | 0  | — | —  | — | —  | — |
| WHL totalt | WHL totalt              | WHL totalt | 154 | 73 | 93 | 166 | 58 | 5 | 0  | 3 | 3  | 4 |

### Internationellt
| Källa: Uppdaterad: 2021-11-01 | Källa: Uppdaterad: 2021-11-01 | Källa: Uppdaterad: 2021-11-01 |         | Utv = Utvisningsminuter | Utv = Utvisningsminuter | Utv = Utvisningsminuter | Utv = Utvisningsminuter | Utv = Utvisningsminuter |
| År                            | Lag                           | Mästerskap                    | Matcher | Mål                     | Assists                 | Poäng                   | Utv                     |                         |
| ----------------------------- | ----------------------------- | ----------------------------- | ------- | ----------------------- | ----------------------- | ----------------------- | ----------------------- | ----------------------- |
| 2019                          | Kanada                        | Hlinka Gretzky                | 5       | 2                       | 2                       | 4                       | 8                       |                         |
| Junior totalt                 | Junior totalt                 | Junior totalt                 | 5       | 2                       | 2                       | 4                       | 8                       |                         |